# Pleuropogon sabinei
Pleuropogon sabinei — вид трав'янистих рослин родини тонконогові (Poaceae). Поширений в арктичних областях Північної Америки, Азії та Європи. Це типовий вид роду Pleuropogon.

## Таксономічні примітки
Pleuropogon дуже невеликий рід з п'яти видів, чотири з них обмежується тихоокеанським узбережжям Північної Америки, найпівнічніший, P. refractus досягає Британської Колумбії. Цілком очевидно, що вид P. sabinei має еволюційне походження із заходу Північної Америки. Потім він поширився арктичними низинами на заході й на сході від Берингії. Pleuropogon sabinei має число хромосом 2n = 40 і 42.

## Опис
Це багаторічні трав'янисті рослини, які ростуть у дуже вільних, часто великих купинах за допомогою горизонтальних кореневищ з білими, тонкими гілками товщиною 1.5–2 мм, як правило, гілки кореневищ довжиною 5–15 см між повітряними пагонами. Стебла 8–16(20) см, прямостійні, голі й гладкі, без оболонки засохлих листків біля основи. Листки плоскі, раптово звужені в вершині, гладкі й голі, темно-зеленого кольору. Прикореневих листків кілька (часто тільки 2), до 7–10(13) см завдовжки, 1.2–1.7 мм ширини, зазвичай плавають на воді. Стеблових листків 2–3, нижнє з виразною пластиною до 3–5 см верхні — лише 0.3–1.5(2.0) см, іноді найбільш верхній листок без пластини. Лігули 1.5–2.5 мм, гострі.
Одиниці суцвіття Poaceae — колоски, майже завжди численні в волотях або колосовидих суцвіттях. Колоски складаються з 2-х лусок (приквітки для колоска) і одної або кількох квіток. Квітки містять леми (нижні квіткові луски) і верхні квіткові луски.
Суцвіття — волоті, 3–6 см завдовжки, що займає приблизно 1/3 від довжини стебла, з 5–8 колосками у відкритому ряду на одній стороні. Колоски на дуже тонких ніжках, 1–3 мм. Колоски 8–12 × 1.5–2.5 мм, вузькі, паралельносторонні, з 7–9(10) квітками: нижні квітки двостатеві, верхні — жіночі (маточкові), а 1–2 найбільш верхні — зазвичай зменшені й стерильні. Приквітки (луски і леми) з закругленими спинками. Колоскові луски яйцеподібні, від гострих до загострених, з нечіткою серединною жилкою, фіалкові при основі й у центрі, напівпрозорі на решті поверхні, дуже маленькі, нижні 1–2.5 мм; верхні — 2–3.5 мм, часто опадають під час або після цвітіння. Леми 3.5–5 × пр. 1.5 мм, оберненояйцевиді або широко клиновиді, вершини від зрізаних до закруглених, темно-фіолетового кольору з широкою від бронзово жовтого до білого кольору верхньою частиною, приблизно 7 жилок темніші. Верхні квіткові луски 3.5–5 мм, в основному напівпрозорі з двома темно-фіолетовими кілями. Пиляки пр. 2 мм завдовжки, як правило, добре розвинені. Плоди — однонасінні сім'янки.

## Відтворення
Статеве розмноження насінням, принаймні потенційне. Значне локальне вегетативне розмноження кореневищами. Вітрозапильний вид. Кореневищні фрагменти можуть бути розсіяні птахами в довколишні болота й озера.

## Поширення
Це досить поширений арктичний вид водно-болотних угідь американської (Канада, Аляска, Ґренландія) й азійської Арктики (арктична Росія), але рі́дкий у районах, що оточують Північну Атлантику (Ґренландія, а. Шпіцберген — Норвегія).
Населяє дуже вологі болота й росте на постійно вологому моховому килимі або на мілководді, часто з плавучим листям уздовж берегів невеликих озер і ставків. Pleuropogon має дуже обмежену екологічну нішу. Ймовірно, не залежить від реакції ґрунту (рН), але тала вода вічної мерзлоти ніколи не буває надто бідною мінеральними поживними речовинами.